# بی‌خدایی مارکسیست-لنینیستی
بیخدایی مارکسیست-لنینیست (روسی: марксистско-ленинский атеизм) یا بیخدایی علمی مارکسیست لنینیست, بخشی از فلسفهٔ گسترده‌تر
مارکسیسم-لنینیسم (نوعی از فلسفهٔ مارکسیستی که در اتحاد جماهیر شوروی سوسیالیستی دیده می‌شد) است، که بی‌دین و روحانی‌ستیز بوده، و در عین حال از دریافتی ماده‌باورانهٔ دیالکتیک از طبیعت دفاع می‌کند. مارکسیسم لنینیسم بر این اعتقاد است که مذهب، به معنای ترویج پذیرش منفعلانهٔ مصایب زمینی به امید پاداش اخروی افیون توده‌ها است. بر این اساس، مارکسیسم-لنینیسم از محو دین و پذیرش خداناباوری دفاع می‌کند. علاوه بر این بیخدایی علمی مارکسیست-لنینیست تلاش بر توضیح «منشأ دین» و نیز چیزی دارد که آن را «نقد علمی دین» می‌خواند. ریشه‌های بیخدایی مارکسیست-لنینیست در فلسفه‌های لودویگ فویرباخ، گئورگ ویلهلم فریدریش هگل، کارل مارکس، و ولادیمیر لنین است.